# 川西賢志郎
川西 賢志郎（かわにし けんしろう、1984年（昭和59年）1月29日 - ）は、日本のお笑いタレントである。大阪府東大阪市出身。吉本興業所属。2024年3月に解散したお笑いコンビ『和牛』のツッコミを担当していた（相方は水田信二、立ち位置は右）。

## 人物
身長170cm、体重63kg。血液型はO型。東大阪市立池島中学校、大阪府立清水谷高等学校卒業。龍谷大学経済学部中退。
子供の頃のニックネームは「かわちゃん」。
中学・高校はラグビー部に、大学はラグビーサークルに所属。高校時代のポジションはスタンドオフ（SO/FH）とセンター（CTB）。締めのツッコミ「もうええわ」が特徴的であり、評判が高い。趣味は酒と釣り。刻みワサビ好き。
特技はスーパーボールすくい。
2022年11月5日発売の『ダ・ヴィンチ』（KADOKAWA）の連載コラム「和牛の一歩ずつ、一歩ずつ。」の中で、一般女性との結婚を発表した。
2023年12月12日、翌2024年3月末をもってお笑いコンビ「和牛」を解散することを所属事務所が発表した。

## エピソード
- 父、母、姉の4人家族[5]。実家は作業着屋を経営。店名は「仕事人百科カワニシ」[6]。
- 中学の時に友達と『グリーンピース』というトリオを組んで釣りのショートコントを披露したことがある。その当時はボケだった[7]。
- 高校1年生の時から地元の青年団に所属[7]。
- 大学に進学するも1年次で中退。
- NSCを卒業後、2年間お笑い活動はできていなかったがバイク川崎バイクの出るライブには自らチケットを購入し観にいっていた[7]。
- 好きな音楽は Mr.Children、ゆず[7]。
- GAGのひろゆきは高校の1年後輩[7]。
- 出てみたい番組は『志村けんのバカ殿様』[8]。
- 礼儀正しく心優しい人格者[9]と評判が高い。
- 周りに与えている印象と異なり、水田より川西の方が短気であり、感情型[7]だが、自分のことを多く語らず感情に波がないと思われている。

## 出演
※ 個人での出演のみを記載。コンビでの出演は「和牛#出演番組」を参照。

### テレビ
バラエティ
- フットボールアワーのチマタのテッパン（MBSテレビ、2015年9月11日）
- IPPONグランプリ（フジテレビ、2017年5月13日） - 第17回
- ガリゲル（読売テレビ、2017年7月8日・7月15日・12月23日・12月30日、2018年1月27日・2月17日）
- ネプリーグ（フジテレビ）
  - 2018年1月29日 THE EMPTY STAGEチーム
  - 2020年7月13日 コンビ芸人チーム
  - 2020年12月21日 売れっ子漫才師チーム
- 全力!脱力タイムズ（フジテレビ、2019年1月18日・8月23日） - 芸人ゲスト
- 沸騰ワード10（日本テレビ、2018年6月22日・7月6日）
- LIFE!〜人生に捧げるコント〜（NHK、2020年 - ） - 不定期出演

### テレビドラマ
- ミス・ターゲット（2024年4月21日 - 6月16日、朝日放送テレビ・テレビ朝日） - 稲垣謙 役[10][11]
- 連続テレビ小説 おむすび（2024年、NHK） - 松本 役[12]
- 対岸の家事〜これが、私の生きる道!〜（2025年4月1日 - 6月3日、TBS） - 長野量平 役[13]
- 殺した夫が帰ってきました（2025年7月11日 - 、WOWOW） - 岩本高次 役[14]

### 舞台
- 劇団前野の500円ミュージカル〜美女っぽい人と野獣〜（2024年5月5日、銀座ブロッサム中央会館）
- 好きな人の好きな人（2024年6月25日・10月25日、座・高円寺2）
- 劇団前野の500円ミュージカル 美女っぽい人と野獣〜Re:make〜（2024年12月10日、紀伊国屋ホール）
- ネタコス（2025年1月26日、福岡国際会議場）
- ワンマントークショーはじまりとおわりとはじまりと（2025年3月7日、サンケイホールブリーゼ / 3月20日、めぐろパーシモンホール大ホール）
- 水谷千重子50周年記念公演「CAKUGO 愛と憎しみと追憶と沈黙のミス・フローレンス」（2025年8月22日 - 9月7日、東京：明治座 / 9月13日 - 22日、福岡：博多座 / 9月27日 - 10月5日、大阪：新歌舞伎座）[15]

## 著書
- はじまりと おわりと はじまりと ―まだ見ぬままになった弟子へ―（2025年2月15日、KADOKAWA）ISBN 978-4-04-115956-9[16]